# ハイ・ヌーン
「ハイ・ヌーン」（英: high noon）は、1992年6月11日放送のテレビドラマ『世にも奇妙な物語』の中の1話。第207作。同回の作品に「電気じかけの幽霊」、「いいかげん」がある。

## 概要
江口寿史のギャグ漫画作品『すすめ!!パイレーツ』の一エピソード「史上最大の生中継の巻」を原作としている。
『世にも奇妙な物語』においてのコメディ作としては「ズンドコベロンチョ」と肩を並べる人気作の1つ。夏の昼どき、ある場末の食堂に一人の男が訪れる。普通のサラリーマンに見える彼は次々と食事を注文していき、一向に止まる様子を見せない。この独特の世界観とインパクトを持つ本作は、放送後大反響を呼んだ。
脚本は『それいけ!アンパンマン』や『ドラえもん』など長寿子供向けアニメ番組に参加した神戸一彦。監督は戦隊シリーズの演出を多く務めた坂本太郎が担当している。『世にも奇妙な物語』の演出を多数務めている鈴木雅之は本作品を見てそのあまりの完成度の高さに本気で悔しかったとインタビューで語っている。映画監督の清水崇も当時放送を見て大変ショックを受けたと語っている。

## リメイク
2015年に行われた『世にも奇妙な物語』の人気投票では27位にランクインし、同年11月21日放送の『世にも奇妙な物語 25周年記念!秋の2週連続SP 〜傑作復活編〜』にて新たなキャスト・スタッフでリメイクされた。 監督を務める都築淳一は「名だたる先輩たちがその完成度に嫉妬した、そんな作品をぜひ自分の手で復活させてみたい、と思い選びました。楽しみであると同時にプレッシャーも感じていますが『世にも奇妙な物語』がさらなる飛躍を遂げるような作品に創り上げます」と意気込みを明かした。主演に和田アキ子が本作初出演。女性が男性役主人公を務めるのは番組史上初の試みである。

## ストーリー
ジリジリと気温が上昇する、とあるけだるい夏の日の午後。ここは、何の変哲もない、ごくありふれた駅前商店街の大衆食堂。エアコンが故障している蒸し暑い店内で常連客が淡々と食事をしている。ラジオからは高校野球の生中継が聞こえている。静かな午後であった。
その食堂に、ふと、一人のサラリーマン風の男が現れる。男は静かに席に着くと親子丼を注文する。出てきた親子丼を表情を変えず黙々と食べ終えると、男は次にカツ丼を注文する。まだまだ、午後は静かであった。
しかし、男がカツ丼を平らげ、玉子丼を注文した所で、徐々に静かな午後がどよめき始める。4品目のスタミナ丼の注文の時には、店主の妻が「お客さん、そんなに食べられるのかぁい?(2015年版ではお客さん、そんなに食べられるの？)」と半ば呆れ声で言う。しかし、男はそんなどよめきにも全く動じず、次々と注文しては出された料理を完食していく。物憂げな日常に突如現れた男の、異様なまでの食欲に徐々に注目し始める周囲の常連客、そして男の様子を厨房から窺う店主と妻。彼らはある事に気づいた…。男は壁に貼られたメニューを端から順番に注文していたのだ。出された料理を黙々と口に入れては次から次へと注文する男、注文された料理を寡黙に調理して男の前に差し出す店主と妻…静かな、そして息詰まる挑戦が始まった。その様子はやがて商店街じゅうに知れ渡り、続々と食堂に野次馬が集まり始める。
既に1品目の親子丼から3時間を超え、19品目の焼飯（2015年版ではチャーハン）を黙々と食べていた筈の男の表情が不意に固まった。固唾を飲んで見守る野次馬たち…。どうやら喉に食べ物を詰まらせたようだ。野次馬の一人が状況を察してコップの水を差しだすと、男は無言のまま水を一気に飲み干し、無表情のまま再び料理に手をつけ始める。
最後のメニューとなるカレーライスを平らげると野次馬から歓声が上がった。遂に男は全メニュー20品目の完食を成し遂げたのだ。それまで寡黙だった店主も男の元に歩み寄り、顔をほころばせて「お客さん、こんなうれしかった事はないよ。ありがとう」と頭を下げる。全てが終わった…誰もが感慨に耽っていた頃、男はメニューに目を向け、おもむろに「親子丼…親子丼下さい」と言った。
その場にいた全員が言葉を失い、店内には高校野球の延長を告げるラジオ中継の実況だけが鳴り響いていた。何の変哲もない、ごくありふれた駅前商店街。気怠い夏の日の午後は、夕刻に差し掛かる時間を迎えるが、強い日差しはいつまでも降り止まない。

## スタッフ
1992年版
- 企画 - 河野雄一、清水賢治、石原隆（フジテレビ）
- プロデューサー - 日笠淳、手塚治、金丸哲也
- 原作 - 江口寿史『すすめ!!パイレーツ』「史上最大の生中継の巻」
- 脚本 - 神戸一彦
- 監督 - 坂本太郎
- 音楽 - 蓜島邦明
- 制作 - 東映（クレジット名義は『セントラル・アーツ』のみ）

2015年版
- 編成企画 - 増本淳、野崎理、大木綾子
- プロデューサー - 後藤庸介
- 原作 - 江口寿史『すすめ!!パイレーツ』「史上最大の生中継の巻」
- 脚本 - 守口悠介
- 脚本協力 - 神戸一彦
- 演出 - 都築淳一
- 制作 - フジテレビ、共同テレビ

## キャスト
1992年版
- 男 - 玉置浩二
- 前田 - ベンガル
- 容子 - 角替和枝
- 労務者 - 六平直政
- 学生 - 家富ヨウジ
- 子供 - 片山裕士
- 八百屋の親父 - 木村修
- 魚屋の親父 - 高月忠
- 子供A - 蔦谷翼
- メガネの客 - タモリ
- ラジオの実況アナウンサー - 青嶋達也（フジテレビアナウンサー）
- 大井小町
- 小池幸次
- 松井真智子
- 渡辺るみ
- 根上彩
- 網野あきら

2015年版
- 男 - 和田アキ子
- 前田 - 寺島進
- 前田の妻・容子 - 山野海
- 労働者風の男 - 六平直政
- 子供 - 横山歩
- 子供の母親 - 阿南敦子
- 男子学生 - 岡山天音
- 初老の男 - 藏内秀樹
- 巡査 - 林和義
- ギャラリー子供 - 上條靖弥
- 若い女性 - 田中明
- 解説者の声 - 小高三良
- 野球中継の声 - 青嶋達也（フジテレビアナウンサー）

## 1992年版と2015年版の相違点
- 1992年版のタイトルはハイ・ヌーンのみだが2015年版はハイ・ヌーンの下に「真昼の決闘」というサブタイトルが表示された。
- 1992年版は壁のメニューを右端から順番に注文しているが、2015年版では逆になっており左端から順番に注文している。
- 全20品のメニュー品の内容もその順番も、平仮名書きやカタカナ書きや漢字書き等の多少の細々な表記の違いはあるが、1992年版2015年版共にほとんど違いはなく全く同じメニュー内容である。しかし唯一最後から2番目の19品目だけ1992年版では焼飯（やきめし）、2015年版ではチャーハンとなっている。

## 備考
- ドラマは、上記のように再び最初のメニューから注文し始めたところで終わるが、原作の『すすめ!!パイレーツ』はギャグ漫画であるため、オチの付いた終わり方となっている。原作では、ラーメン屋に入った粳寅満次が最後のメニューである五目冷やしを平らげ、メニュー全53品目を完食した後、周囲が祝福する中でテレビのインタビューに答えるが、その後、夕暮れの街に消えていく満次の姿を見届けた店主が「食い逃げだ…」と呟き、話が終わる。なお、満次は五目冷やしの前にメニューに書かれていないプリンアラモードを注文しているが、実際に満次に提供されたものなのか、そして満次が完食したのかどうかは不明。
- プロレスラーの小林邦昭は若手時代に新幹線の食堂車のメニューを全種類完食したことがあるという本作と似たようなエピソードを持つ。
- 同じプロレスラーの大仁田厚は、ジャイアント馬場の付き人時代、中華料理店に連れて行かれた際、馬場がメニューを指して「お前、あれ全部食えるか？」と言われ、全て完食したというエピソードがある。
- 1992年版でカウンターの労務者を演じた六平直政が、2015年版でも同じ役で再出演している。また、野球中継のアナウンサーも1992年版と2015年版共に同じ青嶋達也が担当した。
- 1992年版では、劇中でタモリが脇役の客で役者の1人として、いつものサングラス姿ではなく眼鏡姿で出演していたが、2015年版放送の1週間後に放送された1992年版再放送（一部地域未放送）では客役のタモリが出演するシーンが全てカットされた。